# 王延祹
王延祹（？—？），又作王延陶，字保之，北直隸保定府清苑縣人，明末清初政治人物。

## 生平
崇禎九年（1636年）丙子科中式順天鄉試第一百四名舉人，崇禎十六年（1643年）癸未科會試第二百五十二名，三甲第二百五十六名進士，刑部觀政。

## 家族
曾祖王世官。祖父王軒，嘉靖乙丑進士，四川川西道副使。父王允慶，太學生。